# Okręgowe rozgrywki w piłce nożnej woj. podlaskiego (2004/2005)
71. Edycja okręgowych rozgrywek w piłce nożnej województwa podlaskiego

Okręgowe rozgrywki w piłce nożnej województwa podlaskiego prowadzone są przez Podlaski Związek Piłki Nożnej, rozgrywane są w czterech ligach z podziałem na grupy. Najwyższym poziomem okręgowym jest IV liga, następnie Klasa Okręgowa, Klasa A oraz Klasa B (2 grupy).
Mistrzostwo Okręgu zdobyły Wigry Suwałki.

Okręgowy Puchar Polski zdobyła Supraślanka Supraśl.
Drużyny z województwa podlaskiego występujące w centralnych i makroregionalnych poziomach rozgrywkowych:
- 1 Liga - brak
- 2 Liga - Jagiellonia Białystok
- 3 Liga - ŁKS Łomża, Ruch Wysokie Mazowieckie, Warmia Grajewo.

| Rozgrywki                 | Poziomy rozgrywkowe w sezonie 2004/2005 | Poziomy rozgrywkowe w sezonie 2004/2005 | Poziomy rozgrywkowe w sezonie 2004/2005 | Poziomy rozgrywkowe w sezonie 2004/2005 | Poziomy rozgrywkowe w sezonie 2004/2005 |         |
| ------------------------- | --------------------------------------- | --------------------------------------- | --------------------------------------- | --------------------------------------- | --------------------------------------- | ------- |
| Centralne                 | I poziom ligowy                         | I Liga                                  | I Liga                                  | I Liga                                  | I Liga                                  |         |
| Centralne                 | II poziom ligowy                        | II Liga                                 | II Liga                                 | II Liga                                 | II Liga                                 |         |
| Makroregionalne           | III poziom ligowy                       | III Liga - gr.I                         | III Liga - gr.II                        | III Liga - gr.III                       | III Liga - gr.IV                        |         |
| Okręgowe (woj. podlaskie) | IV poziom ligowy                        | IV Liga                                 | IV Liga                                 | IV Liga                                 | IV Liga                                 | IV Liga |
| Okręgowe (woj. podlaskie) | V poziom ligowy                         | Klasa Okręgowa                          | Klasa Okręgowa                          | Klasa Okręgowa                          | Klasa Okręgowa                          |         |
| Okręgowe (woj. podlaskie) | VI poziom ligowy                        | Klasa A                                 | Klasa A                                 | Klasa A                                 | Klasa A                                 |         |
| Okręgowe (woj. podlaskie) | VII poziom ligowy                       | Klasa B - Gr.I                          | Klasa B - Gr.I                          | Klasa B - Gr.II                         | Klasa B - Gr.II                         |         |

## IV Liga - IV poziom rozgrywkowy
| Poz. | Drużyna                  | M  | Z  | R | P  | Bramki | Punkty |       |
| ---- | ------------------------ | -- | -- | - | -- | ------ | ------ | ----- |
| 1    | Wigry Suwałki            | 30 | 24 | 2 | 4  | 74-19  | 74     |       |
| 2    | Jagiellonia II Białystok | 30 | 22 | 6 | 2  | 73-22  | 72     |       |
| 3    | Hetman Białystok         | 30 | 18 | 3 | 9  | 62-28  | 57     |       |
| 4    | Tur Bielsk Podlaski      | 30 | 16 | 9 | 5  | 56-23  | 57     |       |
| 5    | Piast Białystok          | 30 | 16 | 6 | 8  | 59-40  | 54     |       |
| 6    | Olimpia Zambrów          | 30 | 13 | 7 | 10 | 51-39  | 46     |       |
| 7    | Sparta Augustów          | 30 | 14 | 3 | 13 | 55-37  | 45     |       |
| 8    | Sokół Sokółka            | 30 | 13 | 5 | 12 | 36-35  | 44     |       |
| 9    | Supraślanka Supraśl      | 30 | 12 | 4 | 14 | 52-48  | 40     |       |
| 10   | Pomorzanka Sejny         | 30 | 11 | 6 | 13 | 48-48  | 39     |       |
| 11   | Pogoń Łapy               | 30 | 8  | 7 | 15 | 26-51  | 31     |       |
| 12   | Krypnianka Krypno        | 30 | 9  | 4 | 17 | 42-74  | 31     |       |
| 13   | Cresovia Siemiatycze     | 30 | 6  | 8 | 16 | 40-70  | 26     |       |
| 14   | MKS Mielnik              | 30 | 6  | 5 | 19 | 26-58  | 23     |       |
| 15   | Victoria Łyski           | 30 | 6  | 5 | 19 | 33-67  | 23     | baraż |
| 16   | Kolejarz Czeremcha       | 30 | 4  | 4 | 22 | 28-102 | 16     |       |

- Zmiana nazwy z "Trak Victoria" na Victoria Łyski.

## Klasa Okręgowa - V poziom rozgrywkowy
| Poz. | Drużyna                     | M  | Z  | R | P  | Bramki | Punkty | Opis |
| ---- | --------------------------- | -- | -- | - | -- | ------ | ------ | ---- |
| 1    | Wissa Szczuczyn             | 30 | 28 | 2 | 0  | 138-24 | 86     |      |
| 2    | Orzeł Kolno                 | 30 | 21 | 5 | 4  | 80-22  | 68     |      |
| 3    | Hetman Tykocin              | 30 | 20 | 3 | 7  | 82-45  | 63     |      |
| 4    | Promień Mońki               | 30 | 18 | 6 | 6  | 77-42  | 60     |      |
| 5    | Iskra Narew                 | 30 | 14 | 9 | 7  | 77-46  | 51     |      |
| 6    | Rudnia Zabłudów             | 30 | 13 | 7 | 10 | 53-50  | 46     |      |
| 7    | Dąb Dąbrowa Białostocka     | 30 | 13 | 5 | 12 | 81-66  | 44     |      |
| 8    | Magnat Juchnowiec Kościelny | 30 | 11 | 3 | 16 | 69-74  | 36     |      |
| 9    | Gieret Giby                 | 30 | 10 | 4 | 16 | 72-94  | 34     |      |
| 10   | Polonia Raczki              | 30 | 10 | 3 | 17 | 45-69  | 33     |      |
| 11   | Włókniarz Białystok         | 30 | 10 | 3 | 17 | 45-78  | 33     |      |
| 12   | Znicz Radziłów              | 30 | 7  | 9 | 14 | 62-92  | 30     |      |
| 13   | LZS Narewka                 | 30 | 9  | 3 | 18 | 33-84  | 30     |      |
| 14   | UG Krynki                   | 30 | 9  | 2 | 19 | 55-91  | 29     |      |
| 15   | Puszcza Hajnówka            | 30 | 7  | 7 | 16 | 45-66  | 28     |      |
| 16   | Skra Czarna Białostocka     | 30 | 2  | 5 | 23 | 24-95  | 16     |      |

## Klasa A - VI poziom rozgrywkowy
| Poz. | Drużyna                        | M  | Z  | R | P  | Bramki | Punkty |
| ---- | ------------------------------ | -- | -- | - | -- | ------ | ------ |
| 1    | KS Wasilków                    | 26 | 19 | 3 | 4  | 87-44  | 60     |
| 2    | KP Michałowo                   | 26 | 16 | 6 | 4  | 76-51  | 54     |
| 3    | Rospuda Filipów                | 26 | 16 | 3 | 7  | 53-42  | 51     |
| 4    | Skra Wizna                     | 26 | 13 | 6 | 7  | 82-48  | 45     |
| 5    | Orzeł Szołajdy                 | 26 | 11 | 5 | 10 | 58-68  | 38     |
| 6    | Gryf Gródek                    | 26 | 10 | 4 | 12 | 62-68  | 34     |
| 7    | Orlęta Czyżew                  | 26 | 10 | 4 | 12 | 61-64  | 34     |
| 8    | Forty Piątnica                 | 26 | 9  | 7 | 10 | 43-52  | 34     |
| 9    | Sparta 1951 Szepietowo         | 26 | 9  | 4 | 13 | 67-77  | 31     |
| 10   | Narew Choroszcz                | 26 | 10 | 1 | 15 | 52-74  | 31     |
| 11   | Tur II Bielsk Podlaski         | 26 | 9  | 2 | 15 | 48-56  | 29     |
| 12   | Pogranicze Kuźnica Białostocka | 26 | 9  | 2 | 15 | 53-68  | 29     |
| 13   | Biebrza Goniądz                | 26 | 9  | 0 | 17 | 54-65  | 27     |
| 14   | LZS Kleosin                    | 26 | 5  | 7 | 14 | 44-63  | 22     |

## Klasa B - VII poziom rozgrywkowy
Grupa I
- Brak wyników jednego meczu.

| Poz. | Drużyna             | M  | Z  | R | P  | Bramki | Punkty |
| ---- | ------------------- | -- | -- | - | -- | ------ | ------ |
| 1    | Bobry Barszczewo    | 18 | 13 | 3 | 2  | 70-26  | 42     |
| 2    | Orkan Poświętne     | 18 | 14 | 0 | 4  | 56-33  | 42     |
| 3    | GKS Orla            | 18 | 11 | 0 | 7  | 56-50  | 33     |
| 4    | KS Uhowo            | 17 | 9  | 4 | 4  | 58-29  | 31     |
| 5    | Pionier Brańsk      | 18 | 9  | 2 | 7  | 47-40  | 29     |
| 6    | Sudovia Szudziałowo | 18 | 7  | 2 | 9  | 44-39  | 23     |
| 7    | Orzeł Kleszczele    | 18 | 7  | 2 | 9  | 43-46  | 23     |
| 8    | Znicz Suraż         | 18 | 7  | 1 | 10 | 43-48  | 22     |
| 9    | Żubr Białowieża     | 18 | 2  | 2 | 13 | 24-73  | 8      |
| 10   | Łojki Siemiatycze   | 17 | 1  | 2 | 15 | 26-83  | 5      |
| 11   | Husar Nurzec        |    |    |   |    |        |        |
| 12   | LZS II Narewka      |    |    |   |    |        |        |

- Husar Nurzec wycofał się z rozgrywek, wyniki anulowano.
- Przed sezonem LZS II Narewka wycofał się z rozgrywek.

Grupa II
| Poz. | Drużyna                 | M  | Z  | R | P  | Bramki | Punkty |
| ---- | ----------------------- | -- | -- | - | -- | ------ | ------ |
| 1    | Korona Dobrzyniewo Duże | 18 | 15 | 2 | 1  | 54-14  | 47     |
| 2    | KS Śniadowo             | 18 | 12 | 1 | 5  | 52-28  | 37     |
| 3    | Podlasiak Knyszyn       | 18 | 10 | 2 | 6  | 49-29  | 32     |
| 4    | Perspektywa Łomża       | 18 | 9  | 4 | 5  | 46-27  | 31     |
| 5    | Eurocentr Suchowola     | 18 | 8  | 2 | 8  | 34-33  | 26     |
| 6    | LUKS Janowszczyzna      | 18 | 6  | 5 | 7  | 37-43  | 23     |
| 7    | Iskra Poryte Jabłoń     | 18 | 7  | 2 | 9  | 35-35  | 23     |
| 8    | Jegrznia Rajgród        | 18 | 7  | 1 | 10 | 41-49  | 22     |
| 9    | Piorun Jaświły          | 18 | 4  | 1 | 13 | 21-60  | 13     |
| 10   | Sparta Korycin          | 18 | 1  | 2 | 15 | 18-69  | 5      |

## Puchar Polski - rozgrywki okręgowe
- Finał, Mońki, 22.06.2005r. - Supraślanka Supraśl : Jagiellonia II Białystok 2:2, (4:3) karne